# Louise McKinney

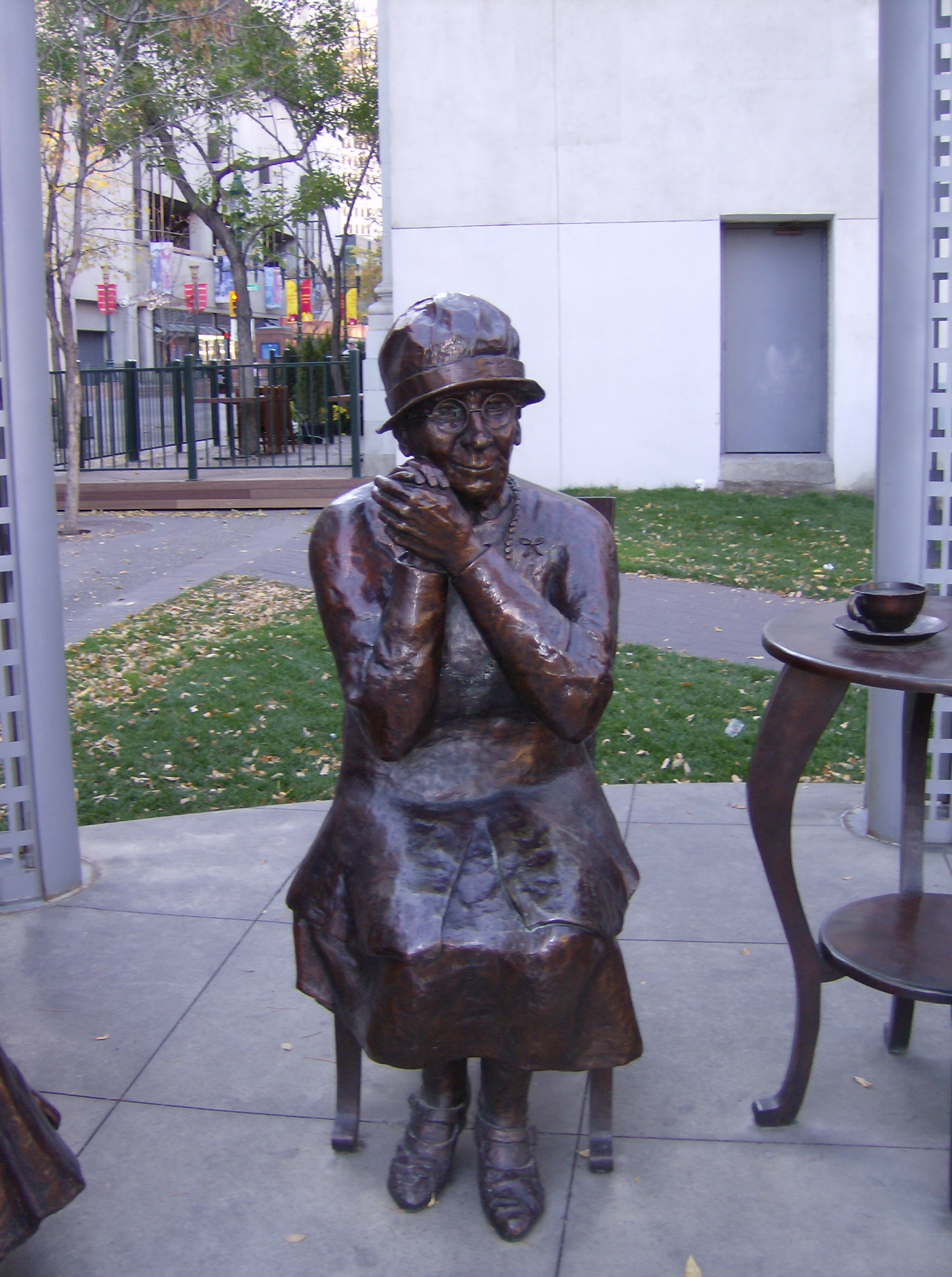
Louise McKinney, Teil des Denkmals für die „Famous Five“ in Calgary, Alberta,
von Barbara Paterson

Louise McKinney, geborene Louise Cynthia Crummy (* 22. September 1868 in Frankville, Ontario; † 10. Juli 1931 in Claresholm, Alberta) war eine kanadische Provinzpolitikerin und Frauenrechtlerin. Sie war die erste Frau, die in der Legislativversammlung von Alberta vereidigt wurde, und die erste Frau, die in Kanada und im britischen Empire in ein Parlament gewählt wurde. Sie behielt ihr Mandat von 1917 bis 1921 und saß danach für die Alberta Non-Partisan League in der Opposition. Louise McKinney war Mitglied der Gruppe The Famous Five.

## Politische Karriere
McKinney kandidierte für einen Sitz im Parlament für Alberta bei den allgemeinen Wahlen 1917. Sie gewann den Wahlkreis Claresholm als Kandidatin für die Non-Partisan League und besiegte dabei den liberalen Amtsinhaber William Moffat in einem hart umkämpften Rennen. McKinney glaubte an die Erziehung zur Abstinenz, stärkere Kontrolle von Alkohol, Frauen- und Eigentumsrechte und den Dower Act. Sie war eine von zwei Frauen, die am 7. Juni 1917 in der Legislativversammlung von Alberta vereidigt wurden. Die andere war Roberta MacAdams. Sie kandidierte für eine zweite Amtszeit bei den allgemeinen Wahlen in 1921 Alberta mit den United Farmers. Sie wurde geschlagen und verlor ihren Sitz an einen unabhängigen Kandidaten, den Farmer Thomas Milnes, in einem hart umkämpften Rennen.
Zusammen mit Nellie McClung, Henrietta Muir Edwards, Emily Murphy und Irene Parlby war sie eine der Famous Five (auch Valiant Five genannt). Die fünf trieben 1927 erfolgreich eine Petition, den Persons Case, voran, der den Begriff „Person“ im British North America Act von 1867 klärte. Es wurde festgestellt, dass Frauen tatsächlich Personen im Sinne des Gesetzes seien und es ihnen damit erlaubt sei, Mitglieder des kanadischen Senats zu werden. Die bisherige Interpretation hatte dafür gesorgt, dass Frauen von politischen Ämtern ausgeschlossen waren.
Der Senat beschloss im Oktober 2009, McKinney und die anderen Mitglieder der Famous Five zu Kanadas ersten „honorary senators“ zu ernennen.
Aus ihrer 1896 geschlossenen Ehe mit dem Rancher James McKinney hatte sie einen Sohn, James Willard McKinney.